# Paranaguá
Paranaguá è un comune del Brasile nello stato del Paraná, parte della mesoregione Metropolitana de Curitiba e della microregione di Paranaguá. 
La città venne fondata il 29 luglio 1648 e si trova a 91 km da Curitiba, capitale dello stato.